# Al-Musta'in bi-llah

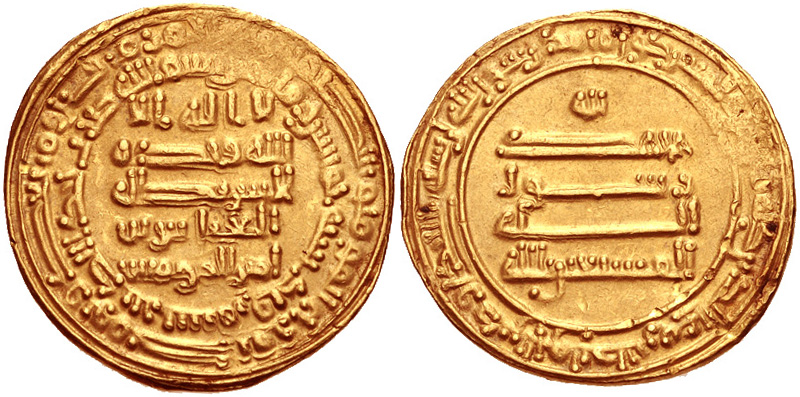
Golddinar des al-Mustain

al-Musta'īn bi-llāh, arabisch المستعين بالله، أحمد بن محمد, DMG al-Mustaʿīn bi-ʾllāh Aḥmad b. Muḥammad (* 836; † 17. Oktober 866), war der zwölfte Kalif der Abbasiden (862–866).
Abu l-Abbas Ahmad ibn Muhammad ibn al-Mu'tasim al-Musta'in wurde als Enkel al-Muʿtasims 862 zum Nachfolger al-Muntasirs (861–862) von den Türken eingesetzt. al-Ṭabarī berichtet, dass das türkische Militär darauf achtete, keinen Nachkommen al-Mutawakkils auf den Thron zu heben, da sie sonst damit rechnen mussten, für die Ermordung dieses Kalifen zur Rechenschaft gezogen zu werden.
Zunächst mussten einige Unruhen in Syrien unterdrückt und Angriffe der Byzantiner (863) abgewehrt werden. Auch versuchte al-Musta'in den Einfluss einiger türkischer Truppenführer einzuschränken. Als es deshalb zu Verschwörungen und Unruhen unter den türkischen Truppen kam, floh er im Februar 865 aus Samarra nach Bagdad.
Da al-Musta'in die Rückkehr nach Samarra verweigerte, erhoben die oppositionellen Türken al-Muʿtazz zum Kalifen in Samarra. Dies führte zum Bürgerkrieg im Irak, bei dem die Truppen des Kalifen al-Muʿtazz Bagdad belagerten. al-Musta'in wurde zwar von den Tahiriden unterstützt, doch waren diese durch den Aufstand des al-Hasan ibn Zaid in Tabaristan gebunden. Als nach wechselvollen Kämpfen die türkischen Truppen al-Musta'ins ins gegnerische Lager überliefen, musste er am 11. Januar 866 kapitulieren und abdanken. Trotz Sicherheitsgarantien wurde er auf dem Weg zu seinem Verbannungsort im südirakischen Wāsiṭ auf Betreiben von al-Muʿtazz ermordet (17. Oktober 866).
Der Bürgerkrieg zwischen al-Musta'in und al-Muʿtazz stellte den letzten Versuch der arabischen und iranischen Bevölkerungsgruppen dar, die türkische Vorherrschaft in Heer und Verwaltung zu brechen. Deshalb wurde al-Musta'in auch vor allem aus den iranischen Provinzen und dem Irak unterstützt.